# Oasis (single)
Pour les articles homonymes, voir Oasis (homonymie).
Oasis est un single de Gackt, sorti le 16 février 2000.

## Liste des chansons
1. Oasis - 04:43
2. Uncertain Memory - 05:02
3. Oasis (instrumental) - 04:43
4. Uncertain Memory (instrumental) - 05:39